# Краснослободськ (Волгоградська область)
Краснослободськ (рос. Краснослободск) — місто в Росії, у Волгоградській області,  Середньоахтубінському районі. Населення - 16 419 осіб.
Адміністративний центр міського поселення місто Краснослободськ. Входить до складу Волгоградської агломерації загальною величиною 1,412 млн осіб. Розташований на лівому березі річки Волги, навпроти Волгограду.
Краснослободськ - єдине місто у Волгоградській області, розташований всередині Волго-Ахтубінської заплави, тобто між Волгою та Ахтубой.

## Історія
У 1870 році на лівому березі Волги навпроти Царицина був заснований хутір Букатін (або Бакатін), Царицинської станиці Астраханського козацького війська. Як і багато інших хуторів у тих місцях, він був названий по імені свого засновника - козака Агея Миколайовича Букатіна, який переселився з родиною на лівий берег Волги з Царицина.
У 1923 році хутір був перейменований в Красну (Червону) Слободу з ініціативи комуніста Миколи Букатіна - онука засновника хутора.
У 1938 році Красна Слобода стала робочим селищем, а в 1955 році отримала статус міста, яке було перейменоване в Краснослободськ. У 1935-1955 роках Красна Слобода була центром однойменного району.
Згідно з рішенням виконкому Середньо-Ахтубінської райради від 18 березня 1957 року районний центр з с. Середня Ахтуба був перенесений у м Краснослободськ. Рішенням виконавчого комітету Сталінградського обласної Ради депутатів трудящих від 28 березня 1957 року № 7/146 рішенням виконкому Середньо-Ахтубінської райради від 18 березня 1957 року про перенесення районного центру з с. Середня Ахтуба в м Краснослободськ було скасовано як неправильне.
У радянський період місто активно розвивався, у ньому діяли такі об'єкти промисловості як:
- Суднобудівний-судноремонтний завод,
- Рибний завод,
- Хлібний завод,
- Меблева фабрика.

Величезне значення в житті міста займала дослідна станція Всесоюзного Інституту Рослинництва.
З кінця 90-х років міська інфраструктура різко занепала, безліч об'єктів було розкрадено й закрито, було повністю демонтовано вуличне освітлення та припинено газгольдерне газопостачання мікрорайонів.
У 2009 році відбулося відкриття першої черги мосту через Волгу, яка поєднала Краснослободськ та Волгоград, у зв'язку з чим була закрита поромна переправа (існувала понад 100 років).